# Latimeria chalumnae
Latimeria chalumnae (лат.) — вид лопастепёрых рыб из семейства латимериевых отряда целакантообразных, один из двух существующих ныне видов рода латимерия и всего отряда. Является живым ископаемым. Сейчас известно два вида латимерий — Latimeria chalumnae, обитающая у восточного и южного побережья Африки, и Latimeria menadoensis, открытая и описанная в 1997—1999 годах у острова Сулавеси в Индонезии.

## Эволюция
Латимерия относится к отряду целакантообразных, которых часто называют просто целакантами. Это одни из редчайших живых существ, которые практически не изменились за 400 миллионов лет своего существования. Долгое время считалось, что близкие родственники целакантов стали предками всех наземных позвоночных, однако исследования генома латимерии показали, что современные тетраподы ближе к двоякодышащим, чем к целакантам.

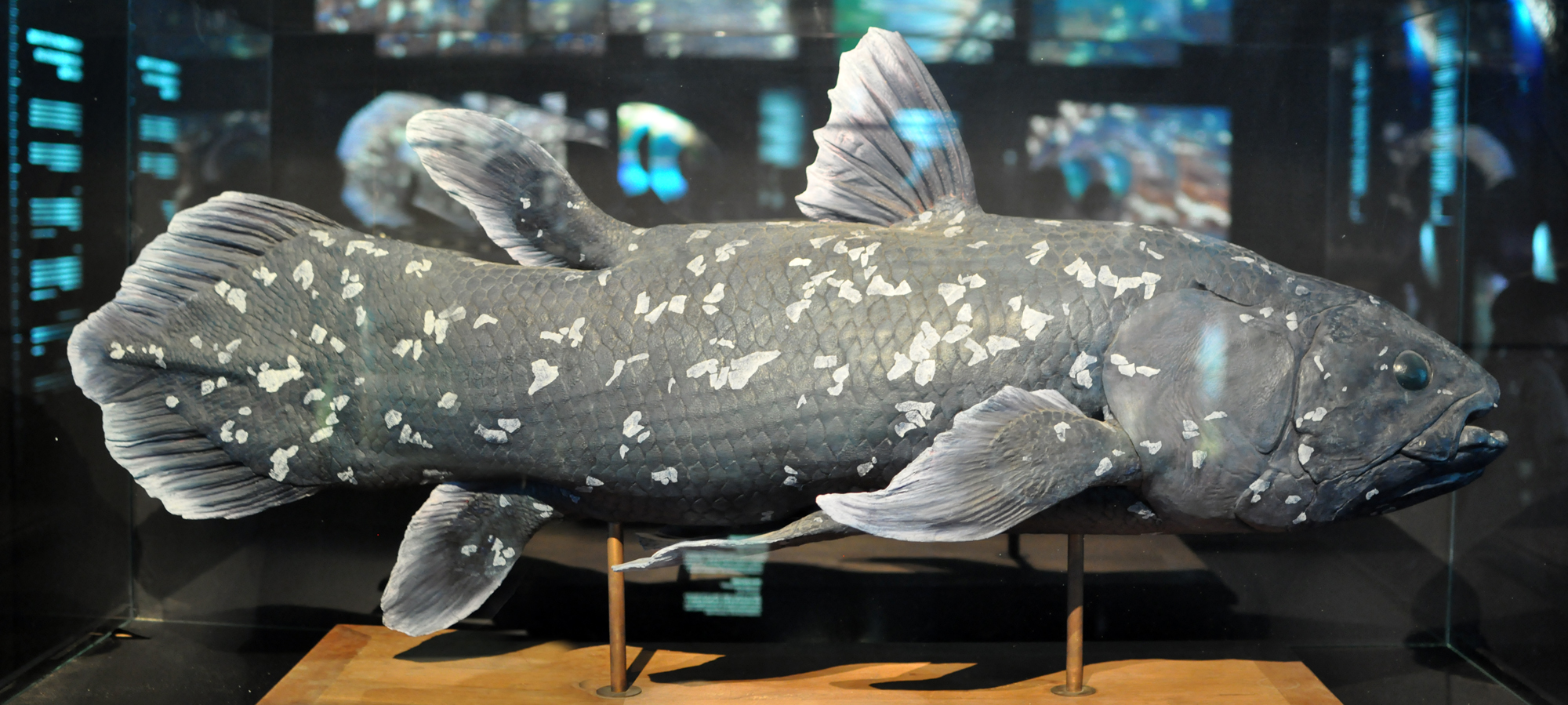

В отряде целакантообразных в процессе эволюции развились особые анатомические структуры, которые не описаны ни в одной другой группе животных. Например, вместо характерного для всех позвоночных твёрдого позвоночника у целакантов имеется толстостенная эластичная трубка, которая так же далека от хорды их предков, как и позвоночник всех других позвоночных, хотя развитие этой структуры происходило в абсолютно другом направлении эволюции. Вместо сплошного черепа целакант имеет специфическую мозговую коробку, состоящую из двух частей, которые сочленяются внутренним суставом, укреплённым базикраниальной мышцей (относящейся к основанию черепа). Латимерия коморская — единственное современное животное с подобным устройством черепа.
Внутричерепной сустав вместе с другими уникальными суставами в голове латимерии, специфическими ростральными органами и горловой сетевой электросенсорной системой достоверно иллюстрирует процесс «всасывающего» питания и такую характерную особенность поведения целакантов, как зависание вниз головой, впервые наблюдал ихтиолог Ганс Фрике.

## В культуре
Присутствует на почтовых марках Мадагаскара и Коморских островов.